# Augusto Lima
Augusto César Lima Brito (Río de Janeiro, Brasil, 17 de septiembre de 1991) es un jugador de baloncesto hispano-brasileño que juega en el Leyma Coruña de la Liga Endesa. Con 2,09 metros de altura, juega en la posición de ala-pívot.

## Trayectoria
Augusto Lima llegó al Unicaja con 14 años para el equipo júnior de la entidad, aunque compatibilizó su participación con el equipo de Liga EBA.
Aíto García Reneses lo hizo ocupar una ficha en 2010 en 9 partidos, donde promedió 9,7 puntos y 4,7 rebotes en 15 minutos de media. La temporada 2010/2011 jugó 7 partidos con un promedio de 5 minutos de juego, bajando mucho sus números: 1,7 puntos, 0,9 rebotes y 0,3 tapones.
En 2011 se marcha cedido al CB Granada y ocupa la plaza de extracomunitario, vacante tras la marcha de Rob Kurz, en el juego interior del CB Granada.
En la temporada 2011-12, vuelve al Clínicas Rincón Axarquía, filial del Unicaja, jugando partidos con el primer equipo, pero con poca continuidad debido a no tener pasaporte europeo. El 26 de enero de 2012, Lima adquiere la nacionalidad española, con lo que se supone que pasará a formar parte de la primera plantilla del Unicaja de manera permanente.
En verano de 2013 se va cedido al UCAM Murcia, donde promedia 13 puntos y 7,6 rebotes por partido. Destaca por ser un jugador explosivo que combina una buena defensa con poderío ofensivo en la zona rival.
En la temporada 2014/2015, César Lima continuó jugando en el UCAM Murcia, donde adquirió un papel de liderazgo en el equipo.
El Real Madrid firmó su contratación a principios de octubre de 2015, pero acordó con el UCAM su cesión hasta final de temporada con la opción de recuperarlo en enero, cosa que finalmente sucedió. Augusto Lima debutó con el Real Madrid en ACB el 31 de enero de 2016.
En julio de 2016, ante la proliferación de jugadores en su puesto en el Real Madrid, el jugador se marcha cedido al Zalgiris Kaunas.
En la temporada 2017-18 se desvincula del Real Madrid aunque sus derechos en Europa siguen perteneciendo al equipo blanco hasta 2019. El 4 de agosto de ese año, firma por el Beşiktaş turco, donde juega hasta diciembre de 2017.
En enero de 2018, tras la lesión de Andray Blatche, firma como temporero con el Xinjiang Flying Tigers de la Liga China.
El 27 de febrero de 2018 firma hasta final de temporada con el UCAM Murcia.
Los primeros meses de la temporada 2018-19 juega en el Cedevita de Zagreb. Lima promedió 8,2 puntos y 5,5 rebotes por encuentro en el club croata.
En diciembre de 2018 vuelve a España para jugar en las filas del San Pablo Burgos de la Liga Endesa. El verano de 2019 renovó con los burgaleses por una temporada con opción a otra.
En mayo de 2020, pese a quedarle una temporada más de contrato en Burgos, regresa a UCAM Murcia, en la que supone su tercera etapa en el club en Liga ACB. Firma un contrato por tres temporadas para estar cerca de su familia.
El 18 de julio de 2022, firma por el Unicaja Málaga de la Liga Endesa.
Tras dos años en Málaga, en julio de 2024, firma por el recién ascendido a Liga ACB, el Leyma Coruña.

### Selección nacional
En 2007 participó con la selección júnior de Brasil en el Campeonato Sudamericano de Sub-17 quedando en cuarto lugar.
Su primera competición con la absoluta, fue en septiembre de 2011, cuando disputó con el conjunto brasileño el Campeonato FIBA Américas de 2011, ganando la plata al perder ante Argentina en la final.
En agosto de 2013 estuvo seleccionado para disputar el Campeonato FIBA Américas pero debido a una hernia discal, tuvo que ser apartado del entrenamiento del equipo.
En 2015 ganó el oro en los panamericanos, y disputó los encuentros del Campeonato FIBA Américas conocido como preolímpico.
Al año siguiente, disputó los Juegos Olímpicos de Río 2016, donde su selección terminó en noveno lugar.
En septiembre de 2022 disputó con el combinado absoluto brasileño el FIBA AmeriCup de 2022, ganando la plata al perder ante el combinado argentino en la final.